# Coucou à ailes courtes
Cuculus micropterus
Espèce
Statut de conservation UICN

 LC  : Préoccupation mineure
Le Coucou à ailes courtes (Cuculus micropterus) est une espèce de coucou, oiseau de la famille des Cuculidae.

## Répartition
Son aire de répartition s'étend sur le Sri Lanka, les Maldives, l’Inde, le Népal, le Bhoutan, le Bangladesh, la Birmanie, la Chine, la Russie, la Corée du Nord, la Corée du Sud, le Viêt Nam, le Cambodge, le Laos, la Thaïlande, la Malaisie, l’Indonésie et les Philippines. Il est rare au Pakistan et au Japon.

## Liste des sous-espèces
- Cuculus micropterus concretus (S. Muller, 1845)
- Cuculus micropterus micropterus (Gould, 1838)

## Chant
- Chant du coucou à ailes courtesⓘ